# Bruc-sur-Aff
Bruc-sur-Aff es una localidad y comuna francesa en la región administrativa de Bretaña, en el departamento de Ille y Vilaine y distrito de Redon.

## Historia
En 1939, el nombre de la comuna pasa de Bruc al actual Bruc-sur-Aff.

## Demografía
| 779 | 822 | 805 | 792 | 778 | 775 |
| Para los censos de 1962 a 1999 la población legal corresponde a la población sin duplicidades (Fuente: INSEE [Consultar]) |     |     |     |     |     |

## Monumentos
- Molino de Bois-Hulin. Este molino de viento del siglo XVII posee aún sus aspas y su mecanismo.